# Кастель-Вольтурно
Кастель-Вольтурно (італ. Castel Volturno) — муніципалітет в Італії, у регіоні Кампанія,  провінція Казерта.
Кастель-Вольтурно розташований на відстані близько 155 км на південний схід від Рима, 37 км на північний захід від Неаполя, 35 км на захід від Казерти.
Населення — 25 135 осіб (2014).

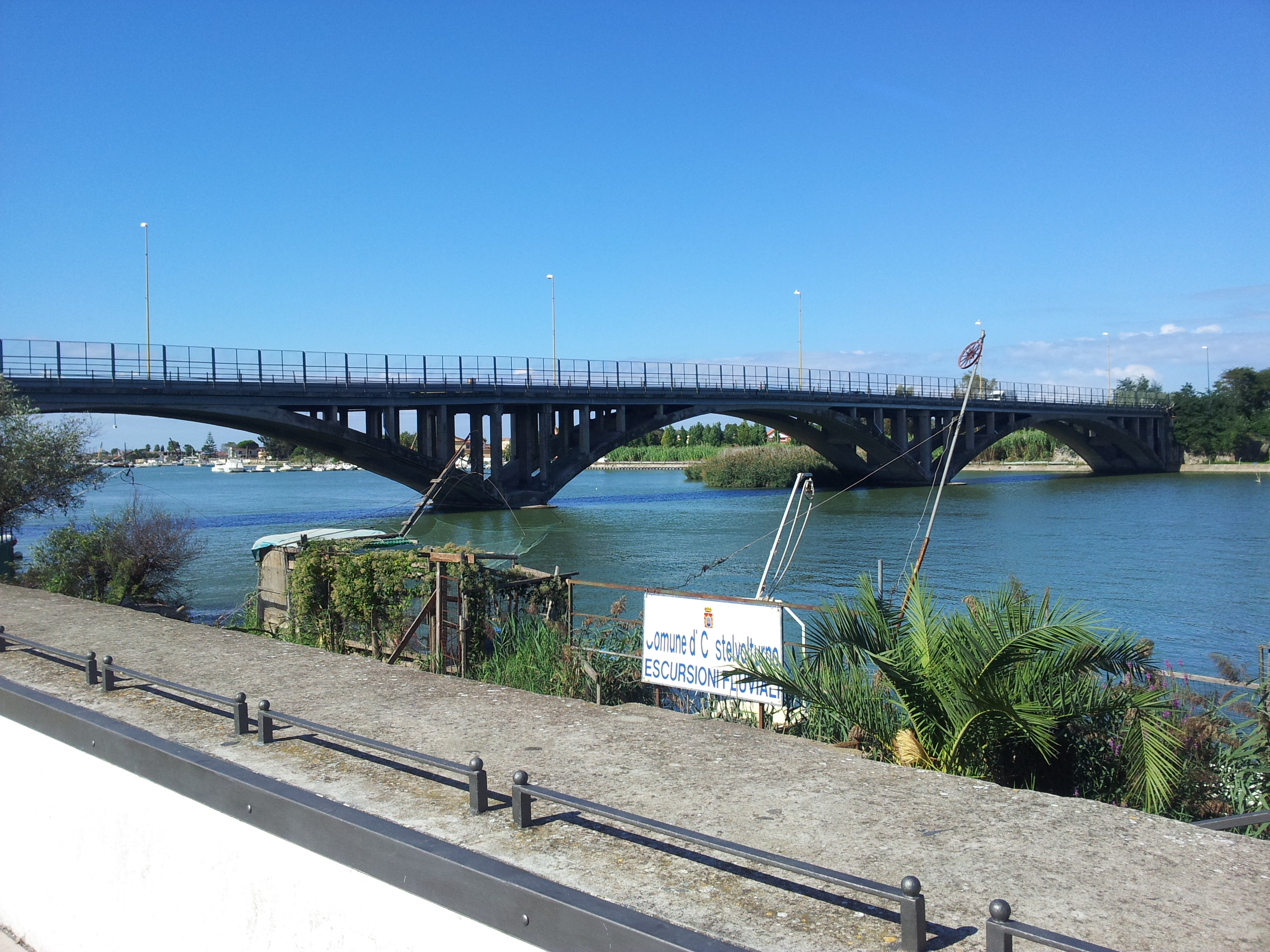
Міст

Щорічний фестиваль відбувається 11 лютого. Покровитель — San Castrese.

## Демографія
Населення за роками:

Станом на 1 січня 2023 року в муніципалітеті офіційно проживало 5006 іноземців з 81 країни, серед них 495 громадян країн Євросоюзу та 376 громадян України.

## Сусідні муніципалітети
- Канчелло-е-Арноне
- Джульяно-ін-Кампанія
- Мондрагоне
- Вілла-Літерно